# Världsmästerskapen i hastighetsåkning på skridskor 1894
De femte världsmästerskapen i hastighetsåkning på skridskor för herrar anordnades på Neglingeviken i Saltsjöbaden 10 - 11 februari 1894. 19 tävlande från sex länder deltog.

## Resultat
- - 500 meter
- 1 Oskar Fredriksen  Norge – 50,4
- 2 Jaap Eden  Nederländerna – 50,4
- 3 Alfred Næss  Norge – 51,4
- Fredriksen får segern efter lottdragning!!

- - 1 500 meter
- 1 Einar Halvorsen  Norge – 2.35,6
- 2 Jaap Eden  Nederländerna – 2.36,2
- 3 Peder Østlund  Norge – 2.48,2

- - 5 000 meter
- 1 Einar Halvorsen  Norge – 9.07,0
- 2 Halvdan Nielsen  Norge – 10.01,0
- 3 Sergej Puresev  Ryssland – 10.19,0
- 4 Fritjof Ericson  Sverige – 10.21,6

- - 10 000 meter
- 1 Jaap Eden  Nederländerna – 19.12,4, nytt världsrekord
- 2 Halvdan Nielsen  Norge – 19.43,8
- 3 Fritjof Ericson  Sverige – 20.08,8

- - Sammanlagt
- 1 Halvdan Nielsen  Norge
- 2 Sergej Puresev  Ryssland
- 3 Fritjof Ericson  Sverige

- - För att få titeln världsmästare krävdes enligt då gällande regler att man vunnit minst tre distanser. Eftersom ingen vunnit tre sträckor blev världsmästartiteln vakant.

## Övrigt
Charles Goodman Tebbutt visade upp bandy, vilket ledde blidandet av den första svenska klubben.

### Fotnoter
1. ↑  ”Distance Result: World Allround Championships 1894” (på engelska). Speedskating News. februari 1894. http://www.speedskatingnews.info/en/results/?eventresultID=450&distance=1. Läst 21 februari 2017.